# Vetor tangente
Na matemática, um vetor tangente é um vetor que é tangente a uma curva ou superfície em um dado ponto. Vetores tangentes são descritos na geometria diferencial de curvas no contexto de curvas em Rn. Mais geralmente, vetores tangentes são elementos de um espaço tangente de uma variedade diferenciável. Vetores tangentes também podem ser descritos em termos de germes. Formalmente, um vetor tangente no ponto {\displaystyle x} é uma derivação linear da álgebra definida pelo conjunto de germes em {\displaystyle x}.

## Motivação
Antes de prosseguir para uma definição geral do vetor tangente, discutiremos seu uso no cálculo e suas propriedades tensoras . 

### Cálculo
Sendo {\displaystyle \mathbf {r} (t)} uma curva suave paramétrica., o vetor tangente é dado por {\displaystyle \mathbf {r} ^{\prime }(t)}, onde usamos um risco em vez do ponto usual para indicar diferenciação em relação ao parâmetro t .  O vetor tangente unitário é dado por 
{\displaystyle \mathbf {T} (t)={\frac {\mathbf {r} ^{\prime }(t)}{|\mathbf {r} ^{\prime }(t)|}}\,.}

#### Exemplo
Dada a curva 
{\displaystyle \mathbf {r} (t)=\{(1+t^{2},e^{2t},\cos {t})|\ t\in \mathbb {R} \}}
no {\displaystyle \mathbb {R} ^{3}}, o vetor tangente unitário em {\displaystyle t=0} é dado por 
{\displaystyle \mathbf {T} (0)={\frac {\mathbf {r} ^{\prime }(0)}{\|\mathbf {r} ^{\prime }(0)\|}}=\left.{\frac {(2t,2e^{2t},\ -\sin {t})}{\sqrt {4t^{2}+4e^{4t}+\sin ^{2}{t}}}}\right|_{t=0}=(0,1,0)\,.}

### Contra variância
Se {\displaystyle \mathbf {r} (t)}  é dado parametricamente no sistema de coordenadas n-dimensionais xi (aqui, usamos sobrescritos como um índice em vez do habitual)  {\displaystyle \mathbf {r} (t)=(x^{1}(t),x^{2}(t),\ldots ,x^{n}(t))} ou
{\displaystyle \mathbf {r} =x^{i}=x^{i}(t),\quad a\leq t\leq b\,,}
então o campo vetorial tangente {\displaystyle \mathbf {T} =T^{i}} é dado por 
{\displaystyle T^{i}={\frac {dx^{i}}{dt}}\,.}
Sob uma mudança de coordenadas 
{\displaystyle u^{i}=u^{i}(x^{1},x^{2},\ldots ,x^{n}),\quad 1\leq i\leq n}
o vetor tangente {\displaystyle {\bar {\mathbf {T} }}={\bar {T}}^{i}} no sistema de coordenadas ui  é dado por 
{\displaystyle {\bar {T}}^{i}={\frac {du^{i}}{dt}}={\frac {\partial u^{i}}{\partial x^{s}}}{\frac {dx^{s}}{dt}}=T^{s}{\frac {\partial u^{i}}{\partial x^{s}}}}
onde usamos a convenção de somatório de Einstein . Assim, um vetor tangente de uma curva suave será transformado como um tensor contravariante de ordem um sob uma mudança de coordenadas. 

## Definição
Deixe {\displaystyle f:\mathbb {R} ^{n}\rightarrow \mathbb {R} } ser uma função diferenciável e deixe {\displaystyle \mathbf {v} } ser um vetor em {\displaystyle \mathbb {R} ^{n}} . Definimos a derivada direcional na direção {\displaystyle \mathbf {v} } em um ponto {\displaystyle \mathbf {x} \in \mathbb {R} ^{n}} por 
{\displaystyle D_{\mathbf {v} }f(\mathbf {x} )=\left.{\frac {d}{dt}}f(\mathbf {x} +t\mathbf {v} )\right|_{t=0}=\sum _{i=1}^{n}v_{i}{\frac {\partial f}{\partial x_{i}}}(\mathbf {x} )\,.}
O vetor tangente no ponto {\displaystyle \mathbf {x} } pode então ser definido  como 
{\displaystyle \mathbf {v} (f(\mathbf {x} ))\equiv D_{\mathbf {v} }(f(\mathbf {x} ))\,.}

## Propriedades
Deixe {\displaystyle f,g:\mathbb {R} ^{n}\rightarrow \mathbb {R} } serem funções diferenciadas, vamos {\displaystyle \mathbf {v} ,\mathbf {w} } ser vetores tangentes em {\displaystyle \mathbb {R} ^{n}} às {\displaystyle \mathbf {x} \in \mathbb {R} ^{n}}, e deixar {\displaystyle a,b\in \mathbb {R} } . Então 
1. {\displaystyle (a\mathbf {v} +b\mathbf {w} )(f)=a\mathbf {v} (f)+b\mathbf {w} (f)}
2. {\displaystyle \mathbf {v} (af+bg)=a\mathbf {v} (f)+b\mathbf {v} (g)}
3. {\displaystyle \mathbf {v} (fg)=f(\mathbf {x} )\mathbf {v} (g)+g(\mathbf {x} )\mathbf {v} (f)\,.} .

## Vetor tangente em variedades
Deixei {\displaystyle M} ser um coletor diferenciável e deixar {\displaystyle A(M)} ser a álgebra de funções diferenciáveis com valor real {\displaystyle M} . Então o vetor tangente para {\displaystyle M} em um ponto {\displaystyle x} no coletor é dado pela derivação {\displaystyle D_{v}:A(M)\rightarrow \mathbb {R} } que deve ser linear — ou seja, para qualquer {\displaystyle f,g\in A(M)} e {\displaystyle a,b\in \mathbb {R} } temos 
{\displaystyle D_{v}(af+bg)=aD_{v}(f)+bD_{v}(g)\,.}
Observe que a derivação terá, por definição, a propriedade Leibniz 
{\displaystyle D_{v}(f\cdot g)(x)=D_{v}(f)(x)\cdot g(x)+f(x)\cdot D_{v}(g)(x)\,.}